# Euxestus piciceps
Euxestus piciceps là một loài bọ cánh cứng trong họ Cerylonidae. Loài này được Gorham miêu tả khoa học năm 1898.